# Ayşe Saffet Alpar
Ayşe Saffet Alpar (7 de abril de 1903-Ankara, 1 de febrero de 1981) fue una química turca, reconocida por ser la primera rectora universitaria de Turquía y la segunda química graduada en Turquía, poco después de Remziye Hisar.

## Biografía
Saffat Alpar fue la hija de Hasan Riza Pasha, un general del Imperio Otomano, que fue el comandante durante el Asedio de Scutari (1912-1913) en la primera guerra de los Balcanes. Tras el asesinato de su padre en 1913, se crio en el Imperio alemán. Retornó a Turquía para estudiar en una escuela de niñas en Estambul, sus estudios universitarios los realizó en Alemania y viajó para estudiar química en la Universidad de Hamburgo. En 1932, obtuvo su doctorado. Al año siguiente, comenzó su carrera académica en la Universidad de Estambul donde se graduó en el Instituto de Química de la Facultad de Ciencias.

## Trayectoria profesional
En 1941 se convirtió en profesora asociada, en 1950 obtuvo el cargo como profesora titular y decana de la Facultad de Química. Posteriormente, se trasladó a la Universidad Técnica de Karadeniz. Se desempeñó como profesora de Química Industrial y luego decana de la Facultad de Ciencias Básicas. En 1972 fue elegida rectora de la universidad por lo que se convirtió en la primera mujer rectora en Turquía, puesto que dejó en 1974 cuando se jubiló.
Después de su jubilación, se unió al Partido de Acción Nacionalista (MHP) y en las elecciones generales turcas de 1977 fue candidata parlamentaria en la cuarta posición.
Donó al Ministerio de Política Familiar y Social un asilo de ancianos que comenzó a construir en Merter, Estambul, con sus propios medios, aunque falleció antes de que pudiera completarse la construcción.
Falleció en Ankara el 1 de febrero de 1981 a los setenta y siete años.

## Publicaciones
- Su ve Teknologisi (İçme, Kullanma Sanayi ve Çirkef Suları) - Agua y tecnología (potable, industria de utilización y aguas de Çirkef). Estambul, 1944, 176 p.
- Kimyasal Teknoloji - Yakıtlar, Anorganik ve Organik Kimya Sanayii, Şirketi Mürettibiye - Tecnología química - Industria de combustibles, química orgánica e inorgánica Matbaası, Estambul 1946, VIII + 546 p.
- Sınaî Kimya Analiz Metodları, - Métodos de análisis de química industrial. Estambul: İstanbul Üniversitesi Yayınları No 302, 1946, XXII, 482, 6 p.
- Su ve Teknolojisi İçme Sanayii - Industria del agua potable y tecnología. 1951, 196 p.
- Organik Sınaî Kimya - Química industrial orgánica İstanbul Üniversitesi Kimya (2.a Edición) Fakültesi Yayınları, Şirketi Mürettibiye Basımevi 1983, 464 p.
- Abaacus 04:21, 3 Mart 2014 (UTC) Abaacus